# Bas van Dooren
Pour les articles homonymes, voir Van Dooren.
Bas van Dooren, né le 25 août 1973 à Oss, est un ancien coureur cycliste néerlandais spécialiste de VTT cross-country. En 1998, il termine deuxième aux championnats d'Europe de VTT. Il participe aux jeux olympiques de 2000 et termine 11e.  En 2000, il termine deuxième du classement général de la coupe du monde.
Van Dooren est testé positif à l'EPO en 2002, deux jours avant les championnats du monde où il termine 11e.  Il a été suspendu pour un an par la fédération néerlandaise de cyclisme. Le coureur a reconnu les faits et a alors décidé de mettre un terme à sa carrière.

## Palmarès en VTT
- 1999
  -  Champion des Pays-Bas de cross-country

## Distinctions
- Club 48 Bokaal : 1999